# Varaz-Tirots Bagratuní I
Varaz-Tirots Bagratuní I va ser un membre de la dinastia dels bagràtides d'Armènia, que va viure al segle vi.
Encara que no se sap res de la seva vida, ni destaca per cap fet conegut, els genealogistes creuen que va ser una figura central de la successió bagràtida: Isaac II Bagratuní, un dels caps de la revolta armènia contra l'Imperi Sassànida dirigida per Baanes I Mamiconi, que va tenir lloc els anys 481 i 482. Isaac Bagratuní va morir durant la guerra i encara que després el nou rei persa es va entendre amb els rebels, sembla que els bagràtides van caure en una relativa desgracia que hauria durat un segle. Isaac hauria tingut almenys un fill, Sanpdiat Bagratuní I, que va mantenir el títol d'aspet (mestre de la cavalleria) i que firmava les actes del concili de Dvin l'any 505. Sanpidiat podria haver estat el pare de Varaz-Tirots.
Si Varaz-Tirots exercia com a aspet no se sap amb seguretat, però és probable, al tractar-se d'un càrrec hereditari que torna a aparèixer posteriorment. Varaz-Tirots hauria tingut almenys un fill, Asoci, que és esmentat com aspet l'any 560. Un altre possible fill va ser Manel, que també es menciona com aspet. Curiosament el càrrec d'aspet no passa al fill d'Asoci, Pap (esmentat com a simple nakharar l'any 596), sinó al que seria el seu germà Manel. Les raon d'aquest trencament no són conegudes. L'únic que sabem és que la direcció de la família va passar a la branca de Manel, perquè el seu fill (i possible net de Varaz-Tirots I), Simbaci IV Bagratuní, la va exercir de manera efectiva als primers anys del segle vii i fins a la seva mort el 616.